# Torpignattara
(Pier Paolo Pasolini, Ragazzi di vita)
Torpignattara (o Tor Pignattara) è la zona urbanistica 6A del Municipio Roma V di Roma Capitale. Si estende sui quartieri Q. VI Tiburtino e Q. VII Prenestino-Labicano.

## Geografia fisica

### Territorio

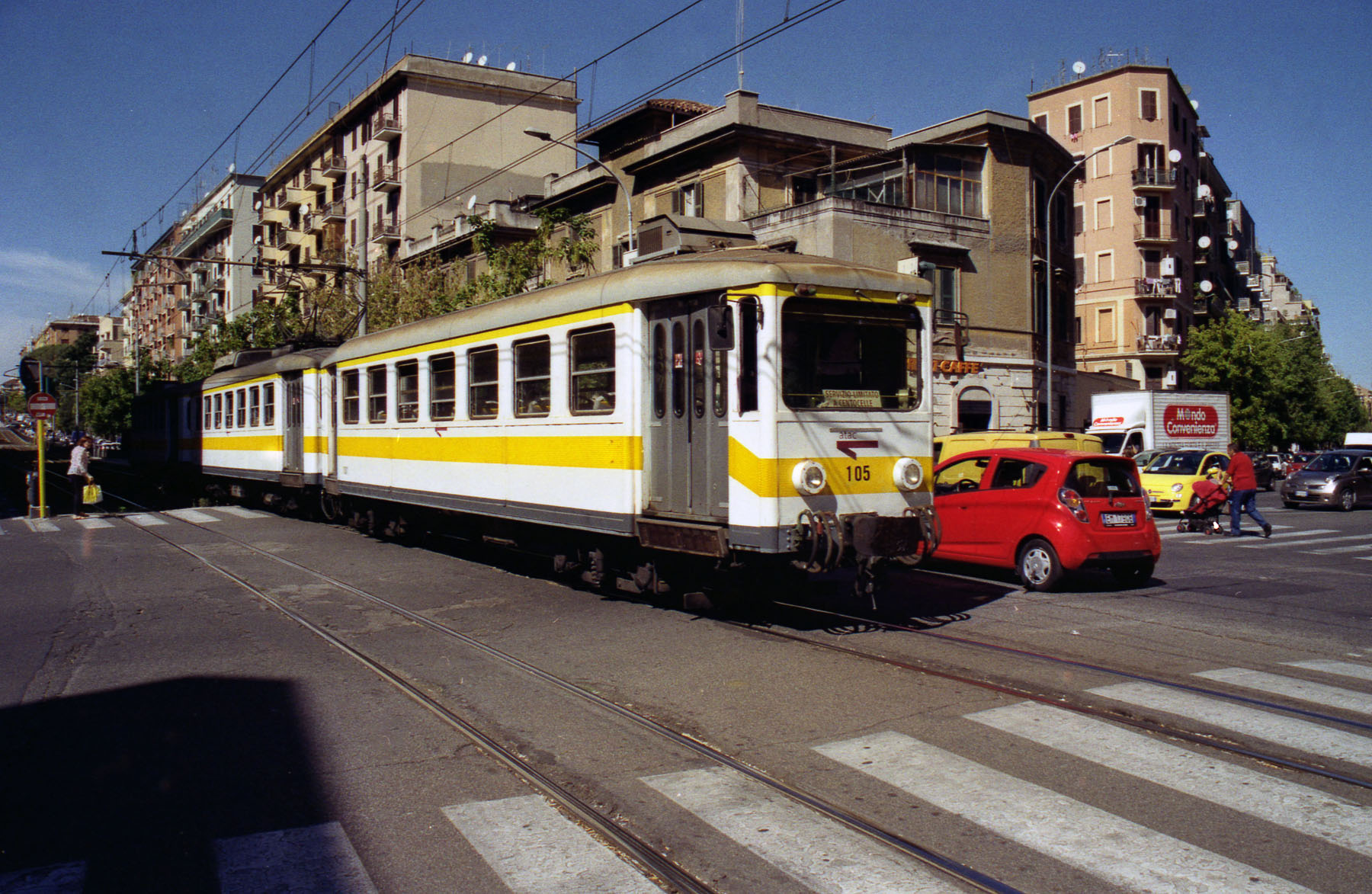
Un convoglio a composizione bloccata della serie 100 all'altezza di Torpignattara (2015)

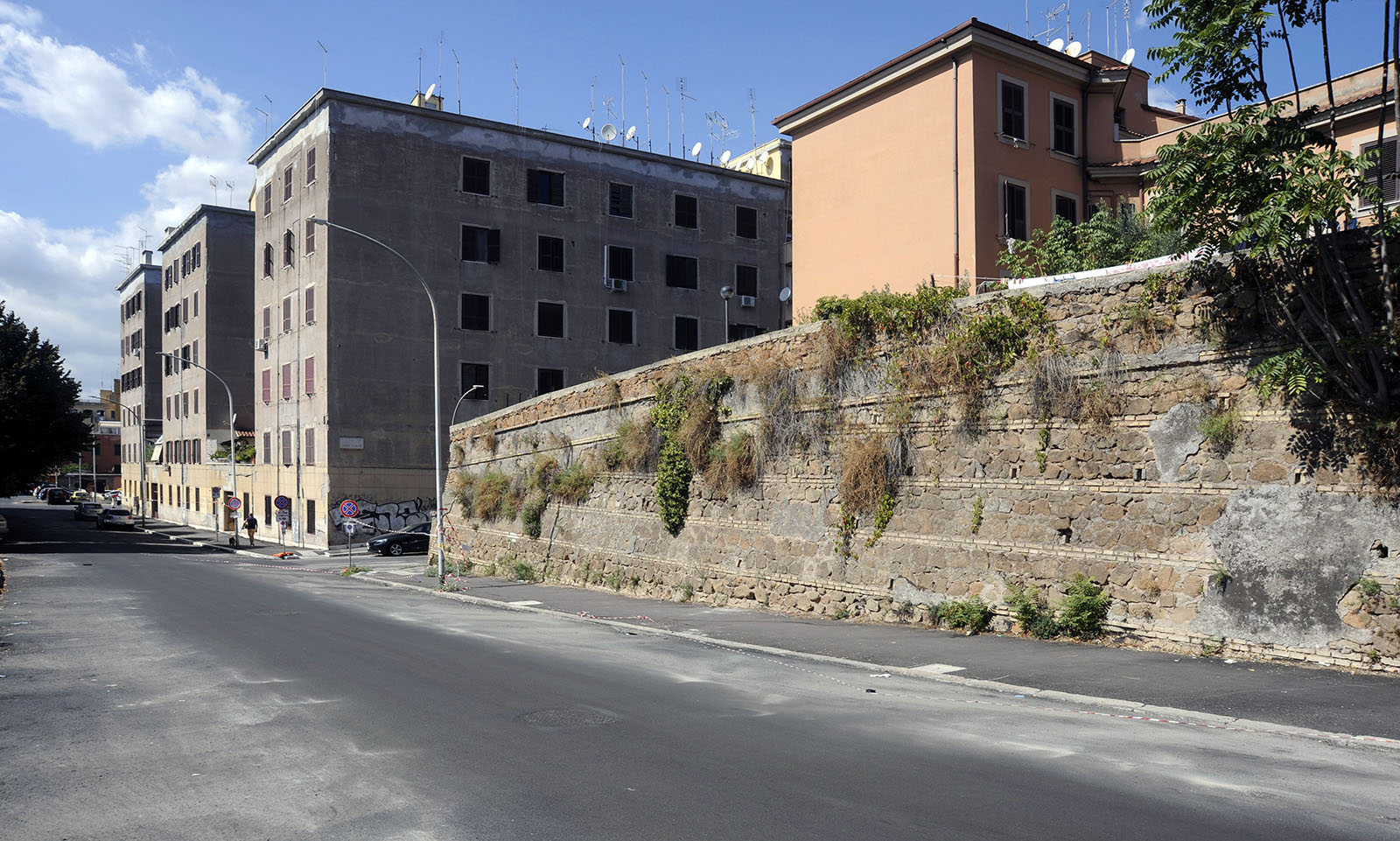
Via dell'acquedotto Alessandrino

I confini della zona urbanistica racchiudono tutta l'area del Pigneto, nei limiti della ferrovia Roma-Sulmona-Pescara a nord, quindi via di Portonaccio, via di Acqua Bullicante, via Teano, via Cori, via Norma, via Terracina, via Minturno, via Labico, via Policastro e di nuovo via di Acqua Bullicante a est, via Casilina a sud, quindi il tratto della FL4 fino al ponte sul viale dello Scalo San Lorenzo a ricongiungersi con la ferrovia Roma-Sulmona-Pescara.
La zona confina:
- a nord con le zone urbanistiche 3Y Verano e 5A Casal Bertone
- a est con le zone urbanistiche 6D Gordiani e 6B Casilino
- a sud con la zona urbanistica 6C Quadraro
- a ovest con le zone urbanistiche 9B Tuscolano Sud e 9A Tuscolano Nord

I confini storici di Torpignattara, invece, si estendono a cavallo della via Casilina anche sul quartiere Q. VIII Tuscolano (zona urbanistica 6C Quadraro), da via Policastro e via Labico a nord fino a viale dell'Acquedotto Alessandrino a sud; da viale Filarete a ovest, fino a via dei Gordiani a est, nella zona urbanistica 6B Casilino.
Storicamente l'area risulta composta da 3 microaree:
Tor Pignattara da via Casilina a via degli Angeli, confinando a sud con via dell'Aeroporto di Centocelle e a nord con via Casilina bivio via Galeazzo Alessi.
La Marranella (antica Borgata della Marranella e Borgata Galliano) da largo Bartolomeo Perestrello a via Casilina, confinando a sud con via Labico e a nord con via Antonio Tempesta.
Villa Certosa (antico Borghetto degli Angeli) da via Filarete alla ferrovia Roma-Napoli, confinando a nord con via Casilina bivio via Galeazzo Alessi e a sud-ovest con via degli Angeli.

## Storia

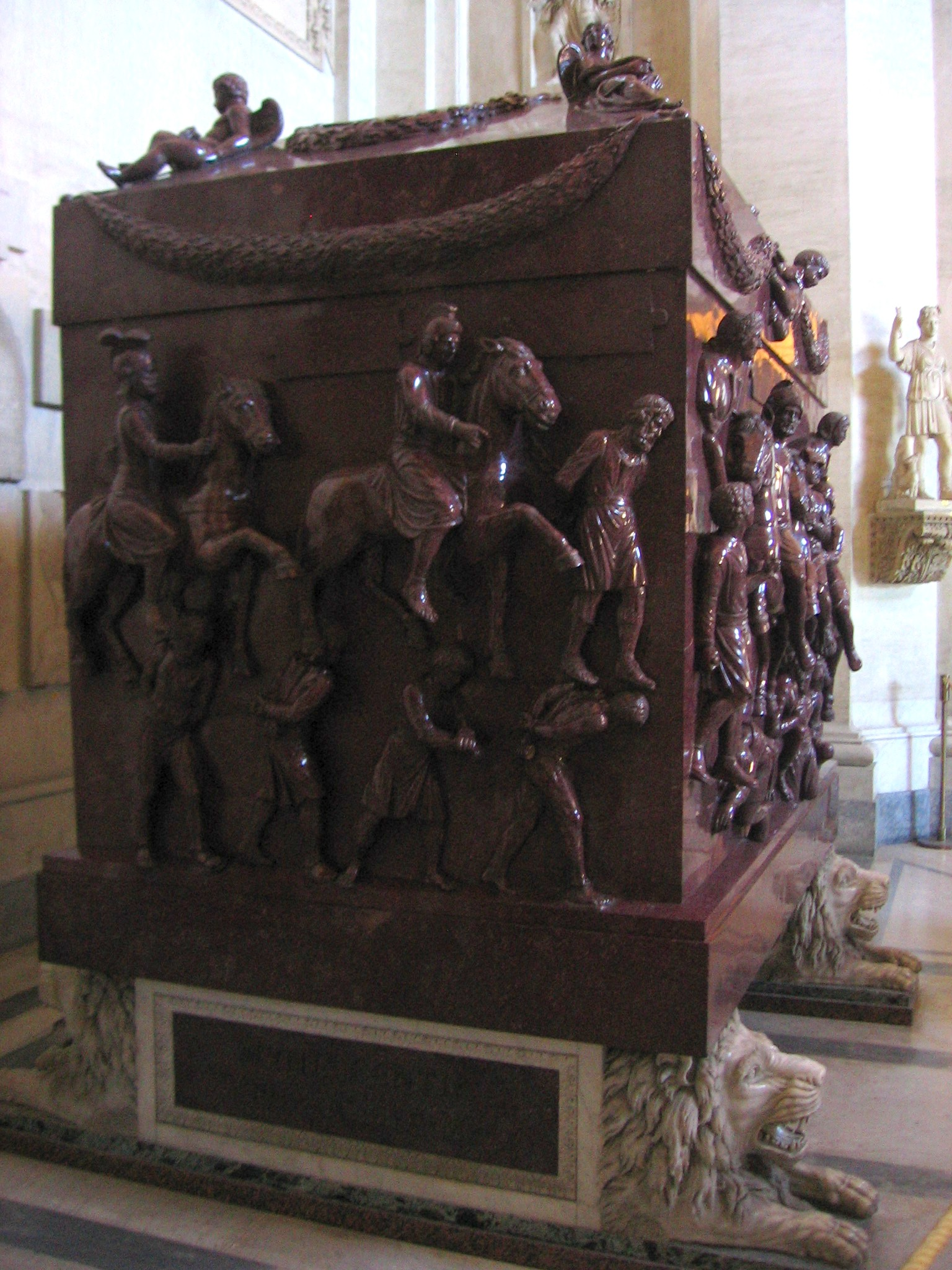
Il Sarcofago di Elena, oggi ai Musei Vaticani, proveniente dal Mausoleo di Torpignattara.

### L'età imperiale

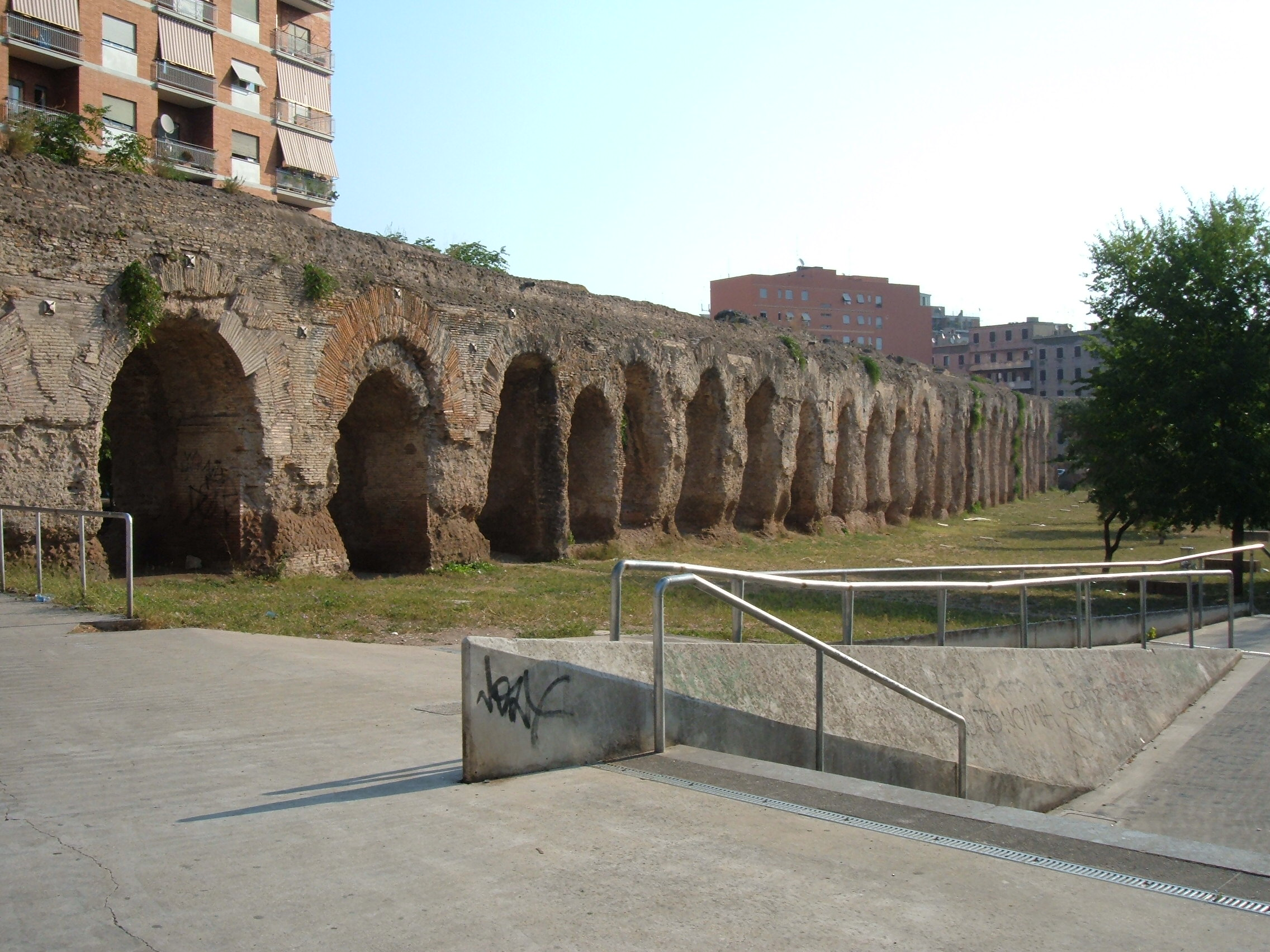
Tratto dell'Acquedotto alessandrino, nei pressi della via omonima

Secondo alcuni studiosi, il "Campo Marzio", terreno riservato agli equites singulares - milizia imperiale inferiore di grado solo ai pretoriani - si estendeva nella zona sud orientale della città. L'area su cui oggi sorge il quartiere di Tor Pignattara insiste su una più ampia regione suburbana di età imperiale denominata "Villa dei Flavi Cristiani" dagli archeologi Thomas Ashby e Giuseppe Lugli. In questo fondo, chiamato anche Fundus Laurentus, si estendeva la villa Ad Duas Lauros ("Ai due allori"), per la presenza forse di due alberi di alloro all'entrata o di una decorazione con doppio lauro. Il toponimo lo si deve allo scrittore latino cristiano Tertulliano (150 – 220) che, nel ricordare i sediziosi, certamente non cristiani, che avevano congiurato contro l'imperatore, si rivolge ai pagani con una domanda: «Inter duas lauros obsident Caesarem?» ("presso i due allori tendono l'agguato all'Imperatore?").
La località comprendeva, oltre la residenza imperiale, anche le ville, i castra (accampamenti militari), aree di esercitazione e zone cimiteriali. Fedeli all'Imperatore Massenzio, gli equites singulares e con essi tutta l'area del Campo Marzio compresa la villa Ad Duas Lauros subirono la distruzione per mano dell'Imperatore Costantino, che scelse di costruire qui una basilica cristiana e il mausoleo per sé e per la madre Elena. La tradizione cimiteriale sopravvisse alla morte dell'imperatore Costantino e dell'imperatrice Elena, testimoniata dalla presenza della catacombe dei Santi Marcellino e Pietro.
Va infine ricordato che in questa località venne assassinato l'imperatore Valentiniano III nel marzo del 455, mentre era impegnato in esercizi di tiro con l'arco nella piazza d'armi della sua residenza Ad duas lauros.

### Lo sviluppo edilizio dall'inizio del Novecento alla seconda guerra mondiale
Nell'odierna piazza della Marranella, la presenza di un'antica fontana adibita all'abbeveraggio dei cavalli, agli inizi del Novecento indicava la presenza di un'antica stazione di posta. Il fosso della Marranella, che da via dell'Almone scorreva fino a sfociare nell'Aniene nella zona di Ponte Mammolo, attraversava l'area da via Tuscolana alla via Casilina, fino a formare un ampio stagno nell'odierna e omonima piazza. La copertura del fiume, avvenuta alla metà degli anni Venti, diede impulso all'edificazione della zona. La strada di congiunzione fra le due consolari, l'antica Strada di Porta Furba, venne denominata via di Tor Pignattara (1926). L'odonimia delle vie trasversali è riconducibile a due tipologie: sul lato destro a «ideatori e costruttori di fortificazioni e di opere militari in genere»; sul lato sinistro si estendono le vie i cui nomi ricordano «eroici aviatori italiani».
Con il riconoscimento dell'area di pertinenza comunale, il quartiere vedeva l'apertura dei primi servizi. Alla linea tranviaria a binario unico del 1916, che dalla stazione Termini giungeva a Tor Pignattara lungo la via Casilina ed entrava nel quartiere per via Amedeo Cencelli - al Giro dell'Anello, si aggiungeva l'apertura del cinema Due Allori, l'anno successivo e, nel 1928, l'attivazione della Condotta Sanitaria Casilina, in via della Marranella. L'anno successivo venne inaugurata la scuola elementare Alfredo Oriani su via Gino dall'Oro (l'attuale liceo ginnasio Immanuel Kant]). Ma la posizione piuttosto marginale dell'edificio rispetto al quartiere, costrinse presto l'amministrazione ad avviare i lavori per la costruzione di un nuovo complesso scolastico in via dell'Acqua Bullicante, inaugurato nel 1938: la scuola elementare Luigi Michelazzi (l'attuale scuola elementare Carlo Pisacane). Sempre nello stesso anno veniva inaugurato il cinema Impero, in via dell'Acqua Bullicante, su progetto di Mario Messina.

L'aumento della popolazione, che nel 1930 contava già 30.000 persone residenti, ebbe come conseguenza uno sviluppo edilizio repentino, nato dall'esigenza di dare in affitto abitazioni a famiglie generalmente immigrate di recente o in cerca di canoni di locazione più miti dei rioni. Per questa ragione, già agli inizi del Novecento, Tor Pignattara è uno degli esempi italiani più interessanti di sviluppo edilizio per "autopromozione", ovvero per l'iniziativa di privati, uniti in piccole imprese, in consorzi o agenti autonomamente. Le case, a uno o due piani, con copertura a terrazzo per permettere l'innalzamento di piano negli anni successivi, sono espressione di un'edilizia spontanea, della quale usufruisce un proletariato urbano impiegato nei servizi e nel commercio e una piccola borghesia che non ha trovato spazio nel movimento delle cooperative. Come ha sottolineato la storica Stefania Ficacci, nel secondo dopoguerra le dinamiche dell'autopromozione edilizia sono state più volte confuse con il più complesso fenomeno dell'abusivismo edilizio della città di Roma, finendo tuttavia per costruire un giudizio storicamente falso, che ha costretto Tor Pignattara ad una definizione ora di borgata, ora di quartiere abusivo. 
«Il fenomeno dell'abusivismo nello sviluppo edilizio dei tanti quartieri periferici romani, realizzati nel corso del Novecento ha definito tra le altre cose, alcune pratiche di costruzione, interpretate come abusive nel corso del secondo dopoguerra ma ritenute, spesso, anche come attività risolutive rispetto al problema abitativo e, anzi, via via normativizzate e adottate». Stefania Ficacci
Accanto all'edilizia di iniziativa privata, l'Istituto Autonomo per le Case Popolari avviò la costruzione di due insediamenti: il primo del 1924, denominato Complesso Casilino I, venne edificato fra via Galeazzo Alessi e via Casilina su progetto di Innocenzo Costantini.
«Il lotto, stretto tra la linea ferroviaria per Casertae la consolare, conta 6 edifici di cui 5 semieconomici e 1 popolare. L'intervento che sovrasta la strada da una collinetta è collegato alla Casilina da una gradinata, mentre di fianco vi è un secondo ingresso a livello. Gli edifici, di non grande altezza, disimpegnano parecchi alloggi direttamente all'esterno, con scale all'aperto che danno un tono volutamente rurale all'insieme. L'intervento è di 76 alloggi, in genere di piccola dimensioni ma dotati di servizi completi, ben distribuiti grazie anche alla articolazione delle planimetrie». 
Nel 1927 vedeva invece la sua realizzazione il complesso di 7 case popolari fra via dell'Acquedotto Alessandrino e via Oreste Salomone. Accanto ad essi, tre anni dopo, venne costruito il complesso dei Mille Vani, un ampio edificio frutto del programma per le case convenzionate, voluto dal Governatore Boncompagni-Ludovisi nel 1929. La "fame di case" di una Roma in continua espansione demografica a causa soprattutto dell'immigrazione e la necessità di rafforzare l'immagine del regime fascista attraverso opere pubbliche di notevole impatto propagandistico, ma anche gli interessi economici e conseguenti pressioni politiche sull'amministrazione capitolina di costruttori e proprietari terrieri, spinse il Governatorato a favorire un programma attraverso il quale le ditte costruttrici venivano premiate di 1.000 lire per ogni vano costruito secondo la tipologia delle case economiche a fitti bloccati per 5 anni tra le 60 e le 65 lire a vano. A Tor Pignattara la Società Immobiliare ARA (Anonima Romano Abitazioni) avviò la costruzione di un enorme complesso di alloggi costituiti da un totale di 1.000 vani, da cui il nome.

### Il secondo conflitto mondiale: i bombardamenti del 19 luglio e del 13 agosto 1943
Nei primi tre anni della guerra, il quartiere condivide il clima di attesa e di speranza con cui Roma vive questo momento. Anche Tor Pignattara, tuttavia, si prepara a possibili incursioni aeree con l'individuazione di locali da adibirsi a ricoveri antiaerei. La certezza dell'intangibilità della capitale - dovuta principalmente alla presenza del pontefice Pio XII e del simbolo di città capitale della cristianità - viene spezzata dal bombardamento del 19 luglio 1943, alle 11 del mattino. L'incursione aerea colpisce il quartiere alla Marranella e alla Villa Certosa. Danneggiato il sistema fognario, la rete idrica viene interrotta. Il 13 agosto 1943, di nuovo alle 11 del mattino, avviene il secondo bombardamento. Questa volta gli obiettivi sono tutte le linee ferrate di collegamento con il basso Lazio, comprese nell'area dalla via Tiburtina alla via Appia. Viene colpita l'area di Villa Certosa, dove subiscono devastazioni numerose abitazioni in via dei Savorgnan, via Angelo Bertola, via Giulio Buratti e il convento delle Suore di Nostra Signora di Namur. Le bombe cadono anche in via dell'Acqua Bullicante, mentre via Casilina è falcidiata da numerosi mitragliamenti e spezzonamenti; i binari della ferrovia del tram urbano vengono gravemente danneggiati.

### I nove mesi di occupazione nazifascista
La posizione strategica occupata da Tor Pignattara - a cavallo della via Casilina, accesso diretto al fronte di guerra di Cassino, e a ridosso della Linea Roma-Cassino-Napoli, con la presenza della stazione Casilina - pone il quartiere al centro della lotta di liberazione della città di Roma. Le formazioni partigiane operanti nel quartiere sono principalmente tre: il Partito Comunista d'Italia (comandante militare Nino Franchellucci e comandante politico Luigi Forcella), Il Movimento Comunista d'Italia o Bandiera Rossa (Banda Vincenzo Pepe) e il gruppo misto composto da esponenti del Partito Socialista e Partito d'Azione (la cui attività è raccontata da uno dei maggiori esponenti Nicolò Licata). Seguendo la ripartizione definita dal PCI, Tor Pignattara fa parte dell'VIII zona di resistenza. Gli eventi accaduti nei nove mesi di occupazione sono molti. Ad una prima fase, che si protrae fino alla fine di ottobre, grazie anche alla presenza del commissario di polizia Salvatore Maranto, che si dimostra un tenace collaboratore delle forze di resistenza. Proprio la sostituzione di Maranto con il filonazista Armando Stampacchia, il 31 ottobre 1943, segna un brusco cambio di clima. La collaborazione fra commissariato e SS si fa stretta e produce una serie di arresti, che spingono il partito comunista a comandarne l'eliminazione. Il 4 marzo il commissario Stampacchia viene ucciso nella sua abitazione in piazza Ragusa, dal gap comandato da Valerio Fiorentini. Il 14 marzo le SS arrestano Fiorentini, Paolo Angelini e Carlo Camisotti, su un tram nei pressi di piazza Fiume. Contemporaneamente le SS fanno irruzione nella falegnameria di Pilade Forcella, in via dell'Acqua Bullicante 21, arrestando Orazio Corsi, Mario Passarella, Renato Cantalamessa, Alessandro Portieri, Egidio Chechi e Mario Corsi. Tranne quest'ultimo, tutti finiranno fucilati alle Fosse Ardeatine il 24 marzo.
Dopo la retata delle SS il resto dei gappisti di Tor Pignattara si trasferisce nella zona di Poggio Mirteto sul Monte Tancia, costituendo la Brigata autonoma Stalin. Con loro ci sono anche 3 giovani: i fratelli Franco e Bruno Bruni e Giordano Sangalli. Il 7 aprile 1944 i tre ragazzi sacrificano la loro vita per consentire la ritirata dei propri compagni nello scontro all'Arcucciola fra partigiani e esercito tedesco e polizia fascista. A Giordano Sangalli, che aveva 17 anni, è intitolato il parco pubblico in via dell'Acquedotto Alessandrino, dove un tempo sorgeva il Campo Sportivo a lui intitolato alla fine della guerra.

## Monumenti e luoghi d'interesse

### Architetture civili
- Villa La Favorita, lungo via Casilina. Villa del XVIII secolo.

### Architetture religiose
- Chiesa di Sant'Elena, su via Casilina. Chiesa del XX secolo (1913-14).
- Chiesa dei Santi Marcellino e Pietro ad Duas Lauros, su via Casilina. Chiesa del XX secolo (1922).
- Chiesa di San Leone I, su via Prenestina. Chiesa del XX secolo (1950-52).
- Chiesa di San Luca Evangelista, sul largo di San Luca Evangelista. Chiesa del XX secolo (1955-56).
- Chiesa di San Barnaba, su via Giovanni Maggi. Chiesa del XX secolo (1956-57).
- Chiesa di San Giuseppe Cafasso, su via Camillo Manfroni. Chiesa del XX secolo (1968).
- Chiesa di Santa Giulia Billiart, su via Antonio Filarete. Chiesa del XX secolo (1987-91).

### Siti archeologici
- Catacombe dei Santi Marcellino e Pietro, presso la Villa De Sanctis. Catacombe del IV secolo.
- Mausoleo di Elena, nel parco di Villa De Sanctis. Sepolcro del IV secolo.
- Sepolcro sulla Labicana, presso la Villa De Sanctis. Sepolcro dell'età imperiale. 41.877874°N 12.549759°E
- Acquedotto alessandrino, presso il viale omonimo. 41.875975°N 12.543745°E

### Aree naturali
Torpignattara ospita un parco e diversi giardini pubblici:
- Villa De Sanctis

Si trova nella parte storica di Torpignattara, nella zona urbanistica Casilino.
- Parco Giordano Sangalli, lungo il viale dell'Acquedotto Alessandrino.[11] 41.875766°N 12.543389°E

Si trova nella parte storica di Torpignattara, nella zona urbanistica Quadraro.
- Parco delle Energie (ex-SNIA), su via Prenestina. 41.894021°N 12.536965°E
- Parco Roberto Almagià, su via Zenodossio. 41.882927°N 12.537222°E

### Altro

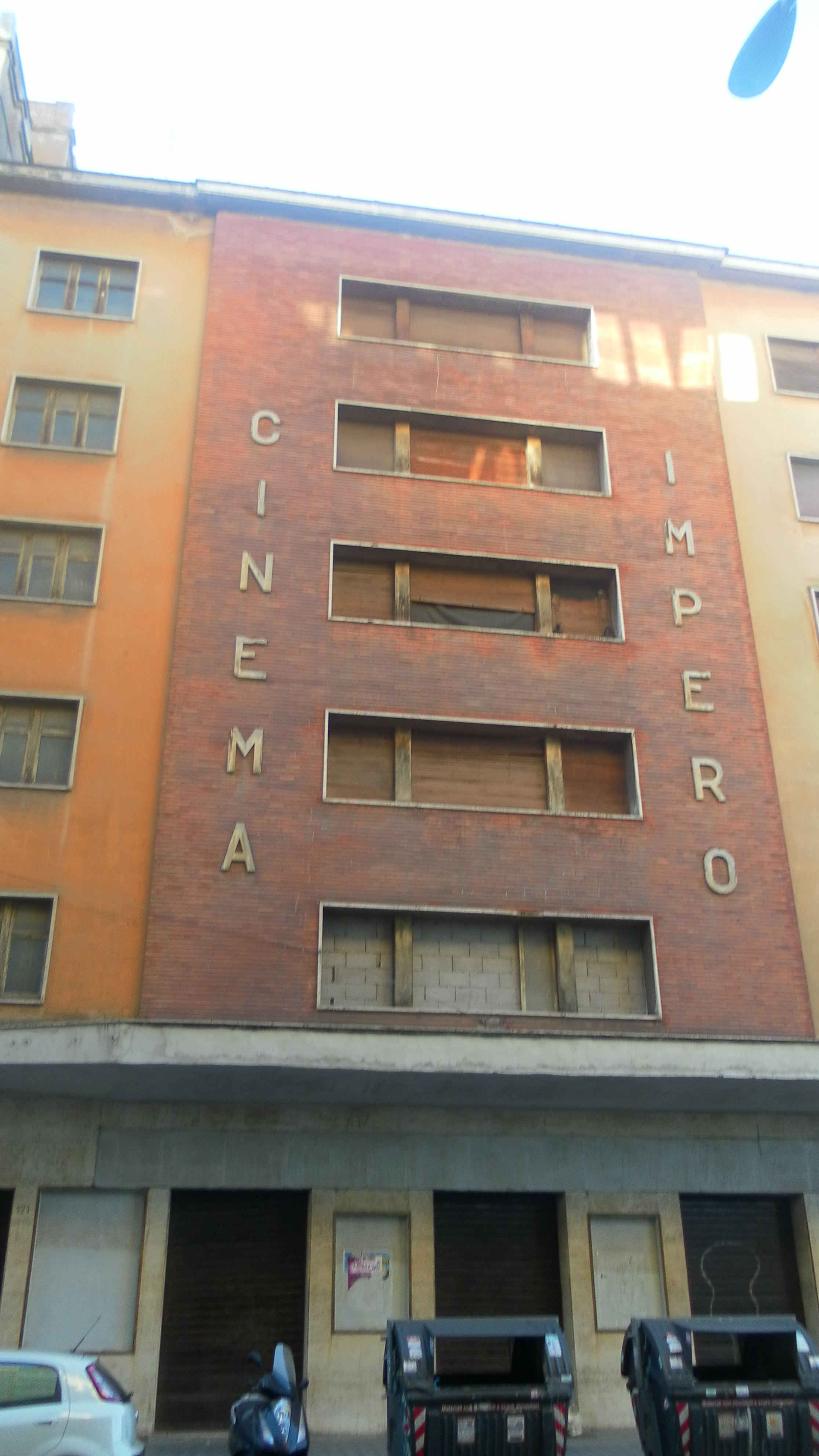
L'ex cinema Impero.

- Cinema Impero, su via dell'Acqua Bullicante. Edificio cinematografico del 1937. 41.88365°N 12.543264°E

Progetto in stile razionalista dell'architetto Mario Messina. Un omonimo cinema si trova ad Asmara, in Eritrea, molto simile a quello romano e tuttora in funzione, progettato dallo stesso Mario Messina e costruito anch'esso nel 1937.
- Cannone austriaco, su via Carlo della Rocca.[12] 41.879089°N 12.544178°E

Monumento ai caduti del quartiere inaugurato il 20 ottobre 1924 e puntato verso nord-est..
- Il territorio di Tor Pignattara è integralmente compreso all'interno dell'Ecomuseo Casilino ad Duas Lauros.

## Geografia antropica

### Suddivisioni storiche
Nel territorio della zona urbanistica Torpignattara, sono presenti le borgate storiche del Pigneto, incuneato fra via Casilina e via Prenestina verso Porta Maggiore, e la borgata Marranella, sita all'angolo nord-ovest formato da via Casilina e via dell'Acqua Bullicante.

### Toponomastica
Il toponimo deriva da una denominazione popolare attribuita al mausoleo di Elena, fatto erigere dall'imperatore Costantino I, tra il 326 e il 330 d.C in onore della madre Flavia Giulia Elena, venerata dalla Chiesa cattolica come sant'Elena Imperatrice. In particolare il toponimo fa riferimento alla presenza, nel tamburo di calcestruzzo della cupola, di anfore in terracotta impiegate per l'alleggerimento della struttura architettonica e dette, in lingua volgare, "pignatte". Tale mausoleo sorge all'interno di un'area anticamente denominata Ad duas lauros che comprende, tra l'altro, i resti interrati di una basilica addossata al mausoleo e, nel sottosuolo, le catacombe dei Santi Marcellino e Pietro.

### Odonimia
La zona presenta una odonomastica a tematiche diverse. La via principale è l'omonima via di Tor Pignattara, che si estende da via degli Angeli a via Casilina, come prosecuzione di via di Porta Furba.
Città
I nomi delle strade tra via Casilina, via di Acqua Bullicante e Via Prenestina, che mettono in comunicazione la Marranella con Centocelle si riferiscono alle città alle quali si accede attraverso la via Casilina stessa:
- Ariano Irpino, Artena, Aversa, Canosa di Puglia, Capua, Cori, Formia, Labico, Pescasseroli, Policastro, Segni, Teano.

Aviatori
Le strade comprese nel quadrante a sud di via Casilina e ad est di via di Torpignattara avrebbero dovuto dare accesso al vicino Aeroporto di Roma-Centocelle (oggi Aeroporto Militare Francesco Baracca) e quindi furono intitolate ad aviatori italiani:
- Francesco Baracca, Angelo Berardi, Giuseppe Cei, Amedeo Cencelli, Carlo Della Rocca, Ugo Niutta, Natale Palli, Fausto Pesci, Pietro Rovetti, Oreste Salomone, Arnaldo Ulivelli.

Ideatori e costruttori di opere militari
Le strade comprese fra via Casilina e via degli Angeli (comprende anche l'area di Villa Certosa, antico Borghetto degli Angeli)
- Giacomo Aicardi, Galeazzo Alessi, Antonio Bertola, Bernardo Buontalenti, Giulio Buratti, Bartolomeo Centogatti, Giovanni da Gozo, Bartolino da Novara, Giovanni da Pisa, Ciro da Urbino, Filarete, Bartolomeo Genga, Francesco Laparelli, Muzio Oddi, Francesco Paciotti, Michele Sanmicheli, Gabrio Serbelloni,

Geografi, Cartografi e Vedutisti
Le strade comprese nel quadrante a est di via Casilina fra via dell'Acqua Bullicante, via Zenodossio e piazza Roberto Malatesta (antica Borgata della Marranella e Borgata Galliano)
- Roberto Almagià, Giovannoli Alò, Benedetto Bordoni, Leonardo Bufalini, Mario Cartaro, Guido Cora, Augusto Dulceri, Eratostene, Carlo Errera, Giovanni Maggi, Visconte Maggiolo, Pietro Martire d'Anghiera, Gerardo Mercatore, Giovanni Nolli, Giovanni Battista Riccioli, Pietro Ruga, Antonio Spinetti, Antonio Tempesta, Zenodossio.

Persistenze archeologiche, geografiche e storiche
- Acquedotto Alessandrino
- degli Angeli
- Acqua Bullicante
- Casilina
- Due Allori
- Marranella
- Tor Pignattara
- Villa Certosa

Personaggi storici
- Gaetano Salvemini
- dei Savorgnan
- Gaio Trebonio

Religiosi
- Vincenzo Maculani, cardinale del XVII secolo.
- Beato Lodovico Pavoni, presbitero proclamato beato nel 2002.

Partigiani
- Nicolò Licata, medico e partigiano (1901-1983).
- Giordano Sangalli, partigiano (1927-1944).

Architetti del Novecento
- Alberto Calza Bini e Mario de Dominicis.

Storici
- Anton Ludovico Antinori, Giuseppe Cardinali, Beniamino Costantini, Raffaele Pettazzoni, Camillo Manfroni, Ettore Rota e Pietro Silva.

## Infrastrutture e trasporti

### Ferrovie
La zona è attraversata, lungo la via Casilina, dalla ferrovia Roma-Giardinetti.

Segnale della fermata Tor Pignattara della Ferrovia Roma-Giardinetti

|  | È raggiungibile dalle stazioni: Filarete, Tor Pignattara e Berardi. |

## Sport
Dal 2011 è presente sul territorio una squadra di calcio, la ASD Tor Pignattara, che partecipa al campionato di promozione laziale a partire dalla stagione 2015-2016. Il campo da gioco è il "Certosa", storico impianto del quartiere.